# Hymenorchis
Hymenorchis é um género botânico pertencente à família das orquídeas (Orchidaceae).